# Xã Otto, Quận McKean, Pennsylvania
Xã Otto (tiếng Anh: Otto Township) là một xã thuộc quận McKean, tiểu bang Pennsylvania, Hoa Kỳ. Năm 2010, dân số của xã này là 1.556 người.